# Liste der Monuments historiques in Montlay-en-Auxois
Die Liste der Monuments historiques in Montlay-en-Auxois führt die Monuments historiques in der französischen Gemeinde Montlay-en-Auxois auf.

## Liste der Objekte
| Bezeichnung                          | Beschreibung                                                                                               | Standort                       | Kennzeichnung | Schutzstatus | Datum | Bild |
| ------------------------------------ | --- | ------------------------------ | ------------- | ------------ | ----- | ---- |
| Skulptur Madonna mit Kind            | Kalkstein, Ende des 15. Jahrhunderts                                                                       | in der Kirche St-Pierre (Lage) | PM21001567    | Classé       | 1913  |      |
| Auferstehungsretabel                 | Kalkstein, farbig gefasst, erste Hälfte des 16. Jahrhunderts                                               | in der Kirche St-Pierre (Lage) | PM21001568    | Classé       | 1913  |      |
| Skulptur Heilige Martha              | Kalkstein, 16. Jahrhundert                                                                                 | in der Kirche St-Pierre (Lage) | PM21001569    | Classé       | 1913  |      |
| Skulptur Petrus im päpstlichen Ornat | Kalkstein, farbig gefasst, 16. Jahrhundert                                                                 | in der Kirche St-Pierre (Lage) | PM21001570    | Classé       | 1913  |      |
| Glocke                               | Bronze, 1713 gegossen                                                                                      | in der Kirche St-Pierre (Lage) | PM21001571    | Classé       | 1943  |      |
| Hauptaltar                           | Altartisch, Retabel und Tabernakel; Holz, farbig gefasst und vergoldet, zweite Hälfte des 17. Jahrhunderts | in der Kirche St-Pierre (Lage) | PM21001572    | Classé       | 1978  |      |